# 第57步兵師 (德國國防軍)
第57步兵師（德語：57. Infanterie-Division）是納粹德國國防軍陸軍的一個步兵師。該師於1939年8月在巴伐利亚兰茨胡特組建。
該師於1939年動員，但只在德國西部防守待命，沒有參與入侵波蘭行動。1940年，該師參加入侵法國的行動，穿越盧森堡及比利時南部，經聖康坦前往索姆河。5月27日被分配至曼施坦因的第38軍，並於盟軍的反攻下守住了阿布維爾橋頭堡，惟在戰鬥中蒙受重大傷亡，51名軍官，2,079名士兵損失。1941年6月，該師參與巴巴羅薩行動。此後該師一直在東線作戰。
該師於1944年巴格拉基昂行動期間被殲，同年8月解散。

## 註腳
1. ↑  Mitcham（2007年）
2. ↑  Unterlagen der Ia-Abteilung der 57. Infanteriedivision: KTB Nr. 3 des Führungsstabes der Division, 11.5.-25.6.1940